# Песчаная (Одесская область)
Песча́ная (укр. Піща́на) — село, относится к Балтскому району Одесской области Украины.
Население по переписи 2001 года составляло 3234 человека. Почтовый индекс — 66110. Телефонный код — 4866. Занимает площадь 8,36 км². Код КОАТУУ — 5120686901.

## Местный совет
66110, Одеська обл., Балтський р-н, с. Піщана  (укр.)

- глава - Гербенский Владимир Дмитриевич
- секретарь - Фургал Татьяна Владимировна